# Pholcitrichocyclus hirsti
Espèce
Synonymes
- Trichocyclus hirsti Huber, 2001

Pholcitrichocyclus hirsti est une espèce d'araignées aranéomorphes de la famille des Pholcidae.

## Distribution
Cette espèce est endémique d'Australie-Méridionale. Elle se rencontre dans les monts Musgrave.

## Description
Le mâle holotype mesure 3,7 mm.

## Systématique et taxinomie
Cette espèce a été décrite sous le protonyme Trichocyclus hirsti par Huber en 2001. Le nom Trichocyclus Simon, 1908 étant préoccupé par Trichocyclus Eschscholtz, 1825, il a été renommé Pholcitrichocyclus par Ceccolini et Cianferoni en 2022.

## Étymologie
Cette espèce est nommée en l'honneur de David B. Hirst.

## Publication originale
- Huber, 2001 : « The pholcids of Australia (Araneae; Pholcidae): taxonomy, biogeography, and relationships. » Bulletin of the American Museum of Natural History, no 260, p. 1-144 (texte intégral).